# Gymnophaps albertisii
La paloma montana papú, paloma montañés papú o paloma montana papúa (Gymnophaps albertisii) es una especie de ave en la familia Columbidae, se la encuentra en el sureste de Asia.

## Distribución y hábitat
Es propia de Indonesia y Papúa Nueva Guinea. Su hábitat natural son los bosques montanos húmedos subtropicales o tropicales
- Wikimedia Commons alberga una galería multimedia sobre Gymnophaps albertisii.

## Galería

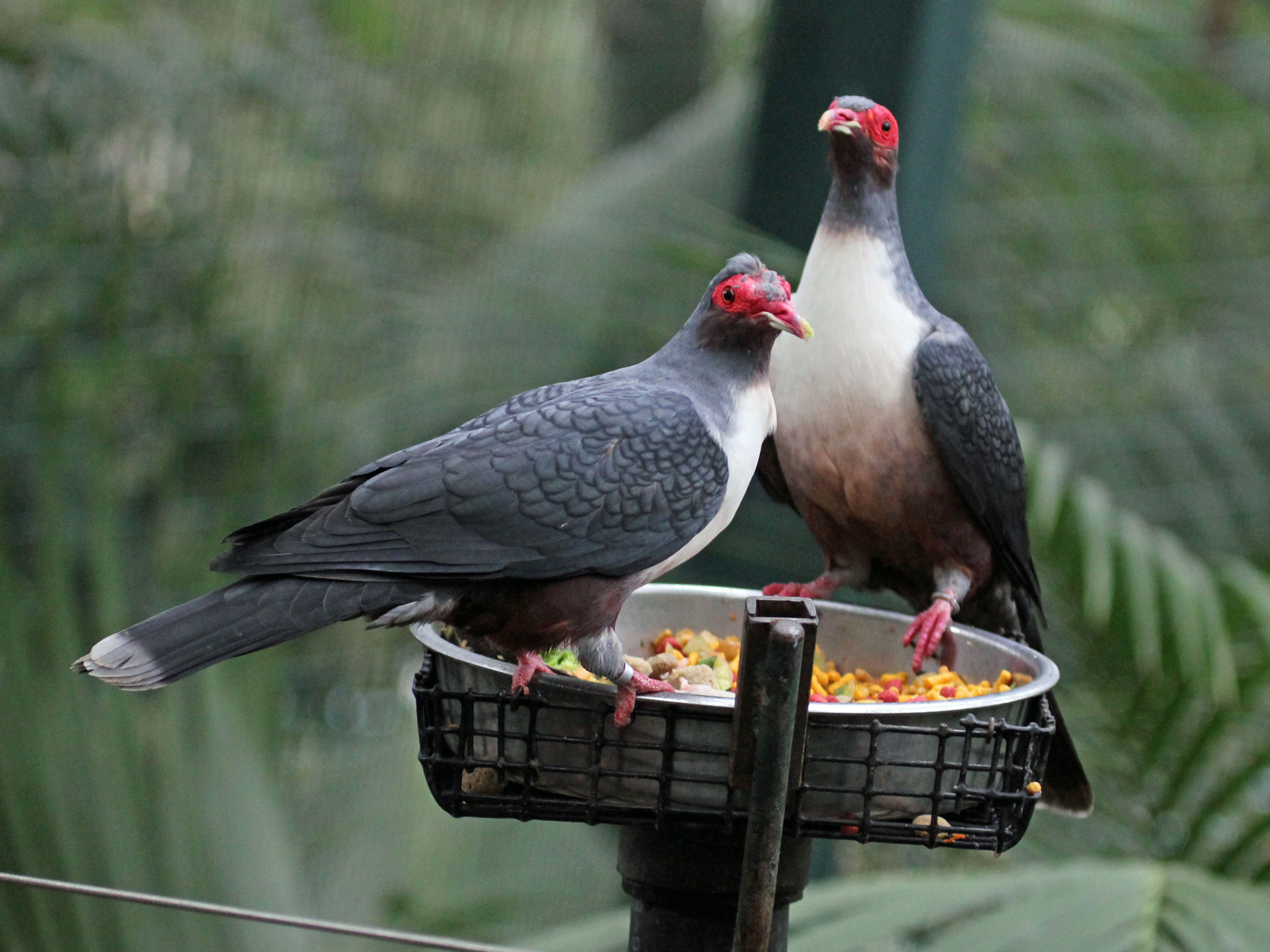
En el zoológico de San Diego
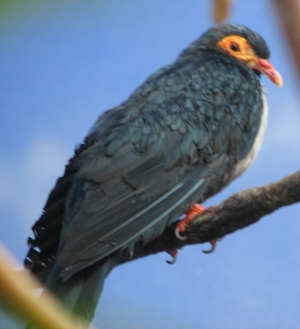